# Шарипов, Каюмжан Ибрахимович
Каюмжан Ибрахимович Шарипов (17 июня 1991) — киргизский футболист, полузащитник и нападающий турецкого клуба «Малатья Есильюрт». Выступал за сборную Кыргызстана.

## Биография

### Клубная карьера
Воспитанник клуба «Абдыш-Ата» (Кант). Во взрослых соревнованиях дебютировал за резервную команду клуба, носившую названия «Абдыш-Ата-ФШМ» и «Абдыш-Ата-91» и выступавшую в 2007—2008 годах в высшей лиге Кыргызстана.
В 2010 году, выступая за «Нефтчи» (Кочкор-Ата), стал чемпионом и финалистом Кубка Кыргызстана.
В 2011—2013 годах представлял бишкекский «Дордой», стал двукратным чемпионом страны (2011, 2012) и серебряным призёром (2013), обладателем Кубка страны (2012). Лучший бомбардир чемпионата Кыргызстана 2012 года с 17 голами. Участвовал в матчах Кубка Президента АФК.
Весной 2014 года выступал за армянский «Гандзасар», но провёл только два матча в чемпионате Армении. Дебютный матч сыграл 2 марта 2014 года против «Ширака», заменив на 86-й минуте Артака Григоряна.
Осенью 2014 года числился в составе клуба второго дивизиона Турции «Османлыспор», но ни разу не вышел на поле. В дальнейшем играл за турецкие любительские команды «Элязыз Беледиеспор», «Серхат Ардаханспор», «Кириккалеспор», «Малатья Есильюрт».

### Карьера в сборной
Выступал за сборные Кыргызстана младших возрастов. В 2013 году забил 3 гола в отборочном турнире чемпионата Азии до 22 лет, отличившись голом в ворота сверстников из Пакистана и «дублем» в ворота Шри-Ланки.
В национальной сборной Кыргызстана дебютировал 17 февраля 2010 года в матче против Индии, заменив на 77-й минуте Сергея Калеутина. Свой первый гол забил 1 июня 2012 года в ворота сборной Казахстана. Последний на данный момент матч провёл в сентябре 2014 года. Всего в 2010—2014 годах принял участие в 12 матчах и забил один гол.